# Rio Ceira
O Ceira é um rio de montanha português que nasce na Serra do Açor, por baixo do Pico (ou Cabeço) do Gondufo na freguesia Piódão e desagua na margem esquerda do rio Mondego, a alguns metros a montante de Coimbra.

## Descrição
A primeira aldeia banhada por este rio é Malhada Chã, corre de seguida até à Barragem do Alto Ceira onde parte das suas águas são desviadas por túneis e levadas para a Barragem de Santa Luzia.
Mais abaixo em Val Pardieiros foi escavado um túnel para desviar o curso do rio e proteger as terras de cultivo dessa aldeia das comuns cheias invernais.
Durante vários quilómetros o seu serpenteado por entre as montanhas divide os concelhos de Arganil e Pampilhosa da Serra mas eventualmente chega a Góis atravessando a vila e a sua característica ponte quinhentista. Em Ceira junta-se com o rio Corvo e juntos desaguam no Mondego.

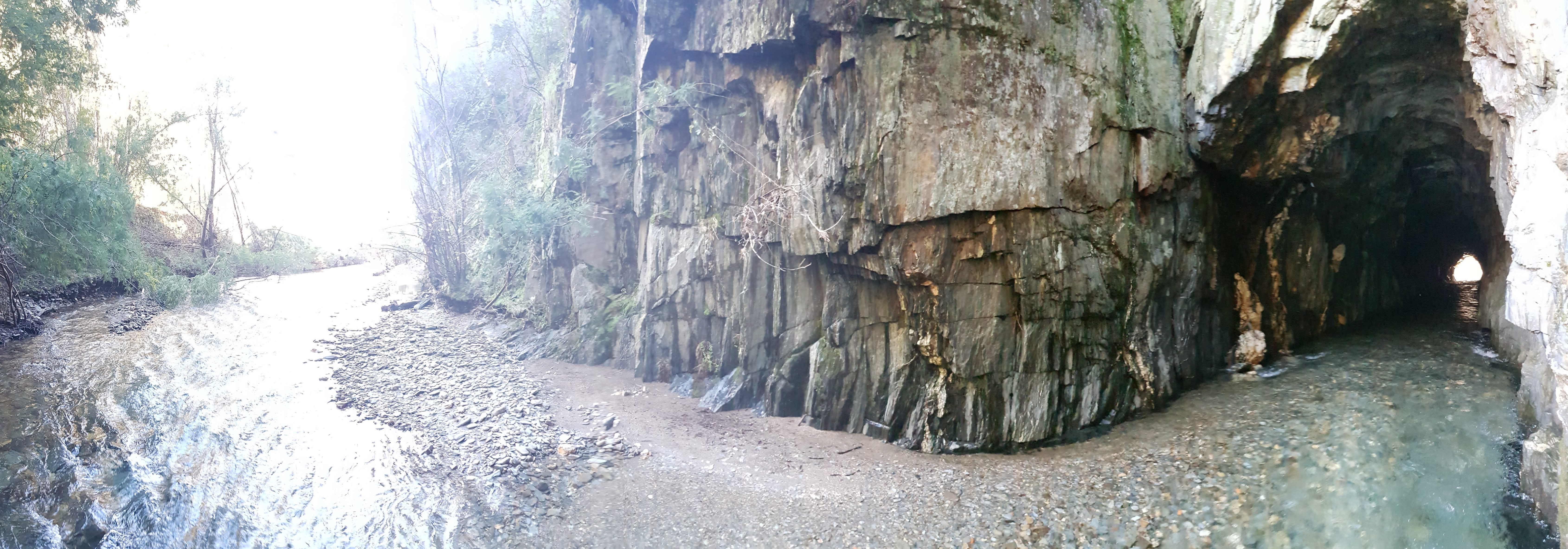
Túnel Val Pardieiro, Rio Ceira

## Projeto “Gestão da Bacia Hidrográfica do Rio Ceira face às alterações climáticas”

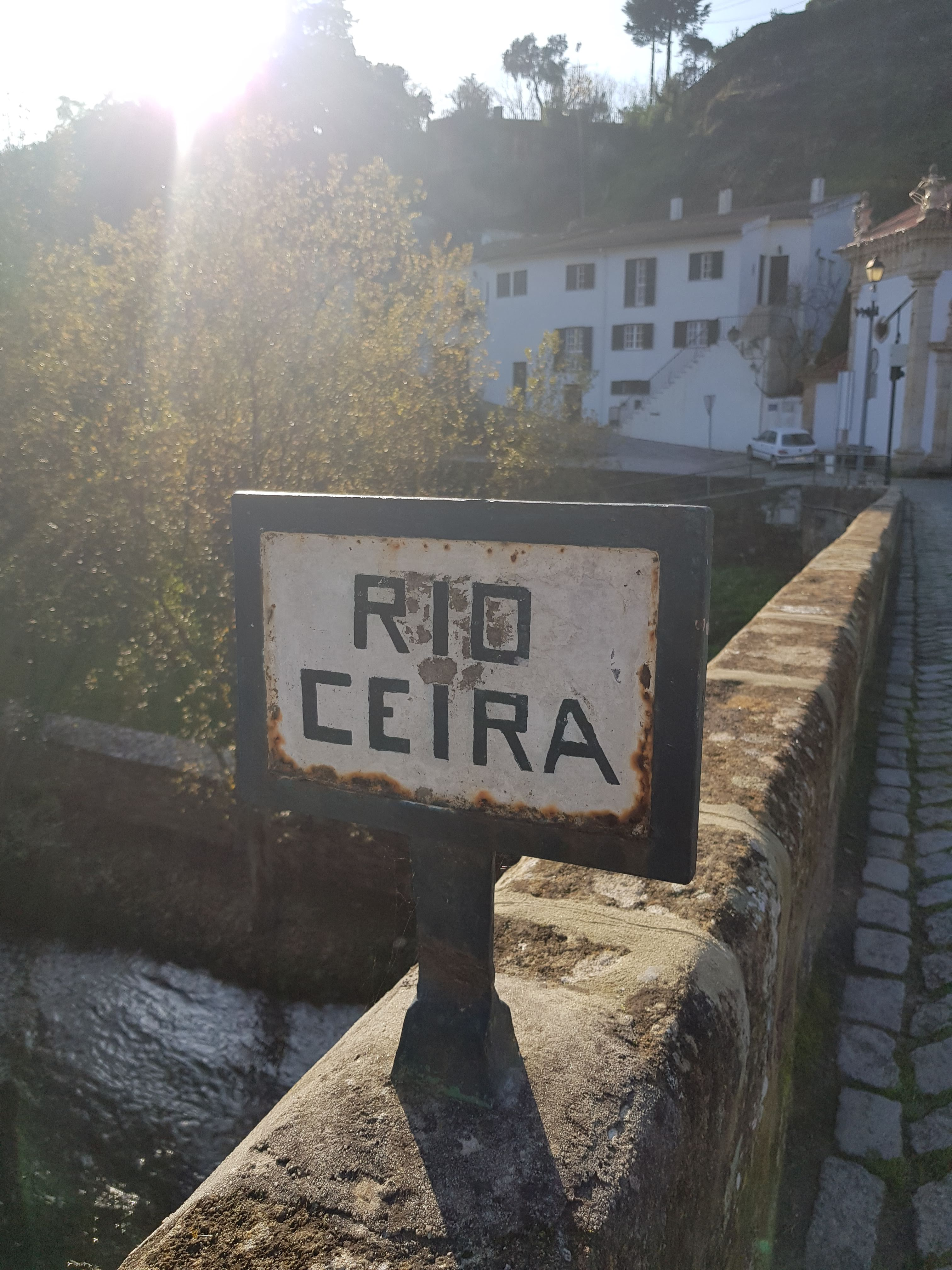
Ponte Quinhentista sobre o rio Ceira em Góis

O projeto “Gestão da Bacia Hidrográfica do Rio Ceira face às alterações climáticas” prevê um investimento de 2,6 milhões de euros.
A obra prevê intervenções no concelho da Lousã, nomeadamente nos açudes do Cabril do Ceira, Amiais e Barrabás, onde se iniciou a intervenção em 2021.
O projeto contempla intervenções noutros açudes de municípios que integram este projeto, nomeadamente na Quinta da Mata e Foz do Choroso, na Pampilhosa da Serra; no açude de Vale Pardieiro, na Pampilhosa da Serra e Arganil; no açude de Poço da Cesta, em Arganil e no açude de Santo António, em Góis.

## Afluentes
- Rio Arouce
- Rio Dueça
- Rio Sótão

## Barragens
- Barragem do Alto Ceira